# Angelo Trevisan
Angelo Trevisan (Prata di Pordenone, 19 ottobre 1958) è un dirigente sportivo, allenatore di calcio ed ex calciatore italiano, di ruolo difensore. È il padre del giocatore Trevor Trevisan.

## Carriera
Cresciuto nell'Udinese dove comincia la carriera da calciatore, nel 1977 gioca una stagione al Dolo .Dal 1978 al 1980 gioca nel Campobasso. Nel 1980 passa alla Paganese. Nella stagione 1982-1983 gioca nella Triestina. Nel 1983 torna al Campobasso questa volta in Serie B. Dal 1985 al 1988 gioca sempre in Serie B per il Genoa. La stagione seguente è ancora in Serie B con l'Empoli. Chiude la carriera nel Vicenza in Serie C1 nel 1990.
Con Campobasso, Genoa, Empoli ha giocato in totale in Serie B 194 partite segnando 4 gol in 6 stagioni.

## Dopo il ritiro
Ha intrapreso la carriera di allenatore, allenando prima il Santa Lucia di Piave e quindi il Centro del Mobile di Brugnera in Provincia di Pordenone che militavano nel Campionato Interregionale 1991-1992 e nel Campionato Nazionale Dilettanti 1992-1993. 
È responsabile dell'InterCampus della Sacilese. Inoltre è responsabile tecnico del settore giovanile dell'Udinese.

## Palmarès
- Campionato italiano di Serie C1: 1

Triestina: 1982-1983